# Willem Eduard Adolf Scheelen

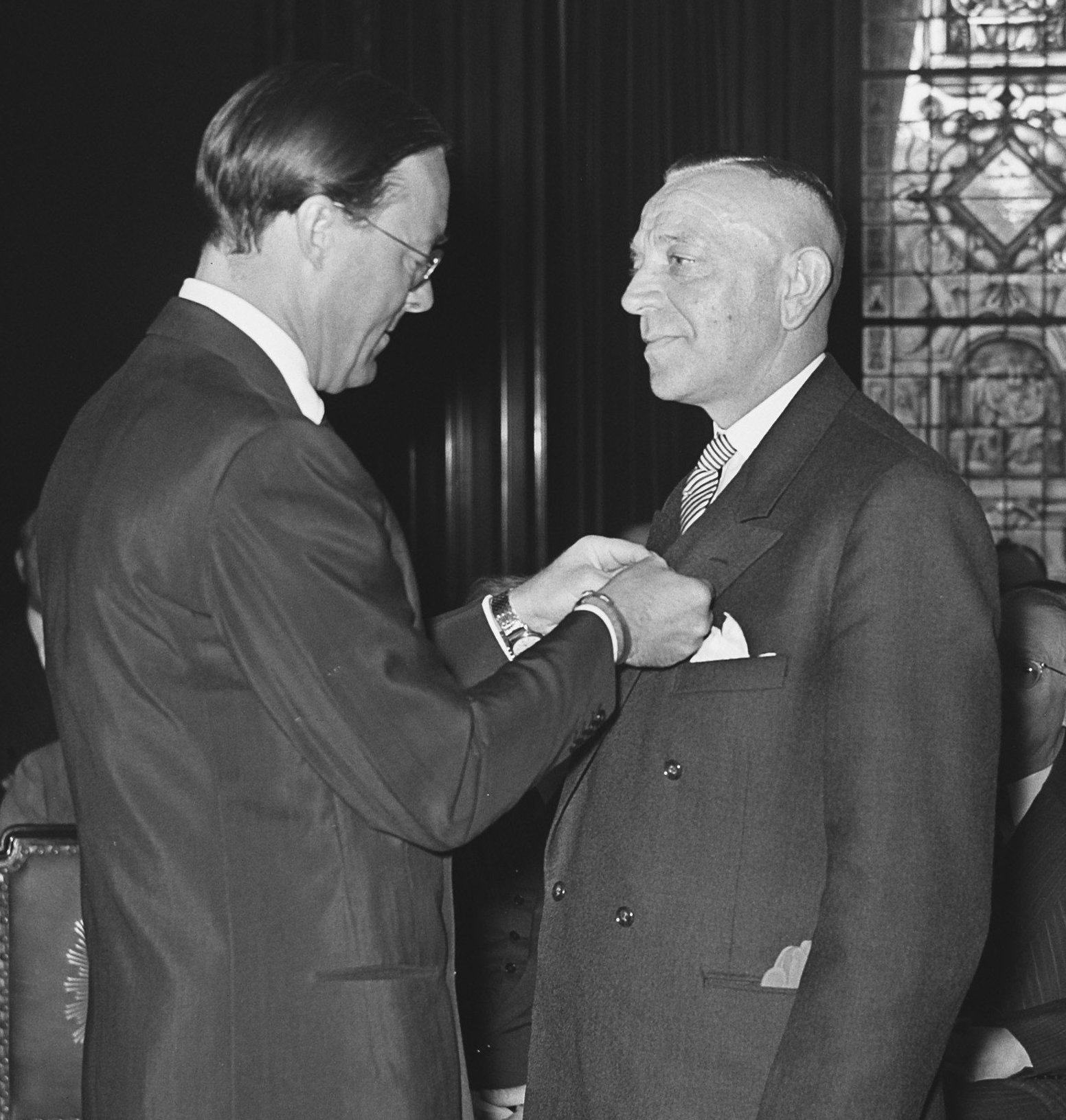
Prins Bernhard speldt bij W.E.A. Scheelen een Zilveren Anjer op (1955)

Willem Eduard Adolf Scheelen (Kerkrade, 4 september 1909 – 1 oktober 1968) was een Nederlands politicus van de KVP.
Hij werd geboren als zoon van Johannes Wilhelmus Scheelen (1874-1926; landbouwer) en Maria Hubertina Chermin (1879-1944). Via het boerenbedrijf van zijn vader werd hij actief binnen de Limburgse Land- en Tuinbouwbond ((LLTB). In 1939 werd hij bureauhouder van het voedselcommissariaat. Na de bevrijding werd Scheelen wethouder in Kerkrade. Daarnaast was hij vanaf 1951 lid van de Provinciale Staten van Limburg. Bovendien was hij initiatiefnemer en organisator van het eerste internationale Muziekconcours in Kerkrade waarvoor hij in 1955 onderscheidde werd met een Zilveren Anjer. In 1958 werd Scheelen benoemd tot burgemeester van Simpelveld. Tijdens dat burgemeesterschap overleed hij in 1968 op 59-jarige leeftijd.